# Олимпийский овал Ричмонда
Олимпийский овал Ричмонда (англ. Richmond Olympic Oval) — один из стадионов, на котором проводились Зимние Олимпийские игры 2010. Размещается в городе Ричмонд (Британская Колумбия, Канада), на берегу реки Фрейзер. Арена имеет овальную форму и перекрыт крышей с фермами из клееного деревянного бруса.
Общая стоимость сооружения достигла 178 млн. канадских долларов.

## История
Строительство катка началось в 2006 году.
За год до Олимпиады в марте 2009 года на катке был проведен чемпионат мира по конькобежному спорту на отдельных дистанциях.
По окончании Олимпийских игр каток был переоборудован в мульти-спортивный комплекс.